# Herr Puntila och hans dräng Matti
Herr Puntila och hans dräng Matti é um filme de comédia dramática fino-sueco de 1979 dirigido e escrito por Ralf Långbacka. Foi selecionado como representante da Suécia à edição do Oscar 1980, organizada pela Academia de Artes e Ciências Cinematográficas.

## Elenco
- Lasse Pöysti - Johannes Puntila
- Pekka Laiho - Matti Aaltonen
- Arja Saijonmaa - Eeva Puntila
- Martin Kurtén - Attaché Eino Silakka
- May Pihlgren - esposa de Dean
- Sven Ehrström - Fredrik